# HD183408
HD183408 — хімічно пекулярна зоря спектрального класу A3, що має видиму зоряну величину в смузі V приблизно  7,8.
Вона  розташована на відстані близько 315,1 світлових років від Сонця.